# Lampadario Hartwig

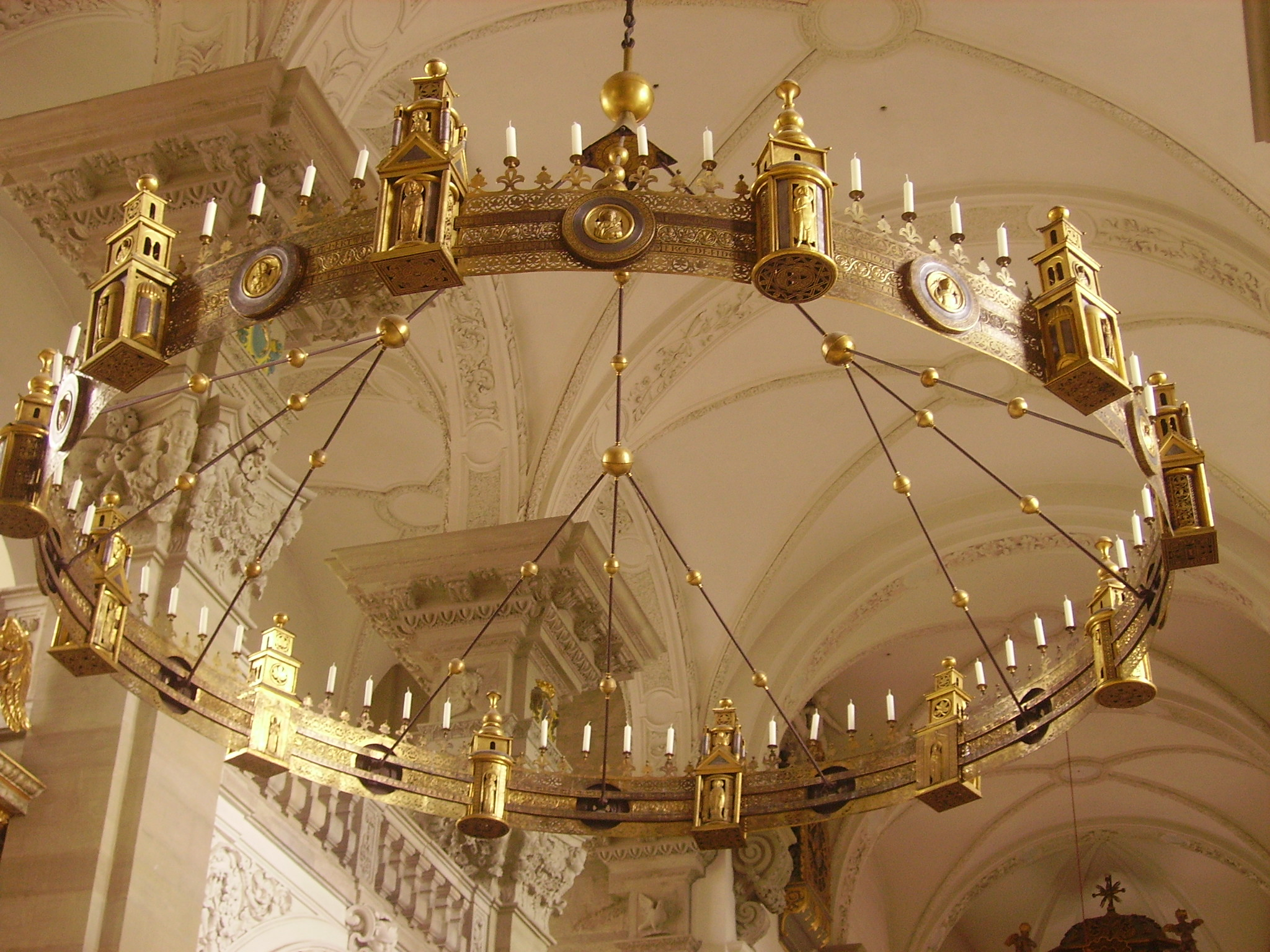
Vista ravvicinata del lampadario

Il lampadario Hartwig (in tedesco Hartwigleuchter) è un lampadario a ruota romanico, realizzato nel XII secolo per l'abbazia di Comburg. È uno dei quattro lampadari a ruota tedeschi ancora esistenti, insieme al lampadario Azelin e al lampadario Hezilo, entrambi nel duomo di Hildesheim, e al lampadario Barbarossa, nella cattedrale di Aquisgrana.

## Storia
Il lampadario Hartwig prende il nome dall'abate del monastero responsabile della sua commissione e donazione all'edificio religioso, all'inizio del XII secolo. Allo stesso periodo risale l'esecuzione dell'antependium della chiesa abbaziale. L'opera è relativamente ben conservata, considerando gli eventi subiti che altrove hanno portato a grandi perdite del patrimonio storico-artistico medievale. In particolare, il lampadario è sopravvissuto alla guerra dei contadini tedeschi, alla demolizione dell'originale chiesa romanica e del suo rifacimento, oltre a un crollo del nuovo edificio nel XIX secolo.

## Descrizione
Il diametro è pari a 5 metri e la sua circonferenza raggiunge i 16 metri. La struttura di base consiste in due anelli di ferro forgiato, sul quale sono montate dodici lastre di rame placcato oro alte 50 centimetri e finemente ornate, ciascuna reggente quattro candele. Ai pannelli di rame si alternano dodici torrette-lanterna, alte fino a un metro.
L'intero lampadario è riccamente ornato con decori, figure e rilievi. Le lastre di rame ospitano al centro medaglioni con ritratti di Apostoli, le torrette contengono figure di guardiani e al centro della sospensione del lampadario si trova un'immagine del Cristo benedicente. Il lampadario ripropone un'immagine della Gerusalemme celeste, e quindi del Paradiso. L'iscrizione latina che corre su due file sugli anelli in ferro nomina l'abate Hartwig come fondatore e celebra l'opera realizzata.
Per enfatizzare gli ornamenti, i ritratti e le iscrizioni, parti delle lastre di rame sono state dorate, altre sono state invece ricoperte di vernice marrone in contrasto. L'artista ha lavorato tutta la superficie nei minimi dettagli, sebbene il lampadario sia stato pensato per essere appeso in alto nella navata con i dettagli invisibili ai fedeli. L'atteggiamento è tipico dell'espressione artistica medievale, in cui l'artista lavora in favore della gloria di Dio e non del compiacimento di chi osserva la sua opera.